# 이용 (1989년)
이용(李龍, 1989년 1월 21일 ~ )은 대한민국의 축구 선수이다. 포지션은 수비수이다. 현재 창원시청 축구단 소속이다.

## 클럽 경력
이용은 1989년 1월 21일 강원도 횡성에서 태어났으며, 고려대학교 축구부 주장을 역임했었고, 2011 K리그 드래프트에서 신생팀 우선 지명으로 광주 FC에 입단하였다. 이용은 K리그 2011 개막전 대구와의 경기에서 데뷔전을 치렀고, 3-2로 승리를 거두었다.
2013 시즌을 앞두고 제주 유나이티드에 입단했다.
2015년 7월 16일 알코르로 완전 이적하였다. 하지만 1월 입은 부상으로 잔여 시즌에 결장하였고, 시즌 종료 후 팀을 떠났다.
2016년 7월 윤영선의 대체자를 찾던 성남 FC에 입단하였다.
2017 시즌을 앞두고 강원 FC로 이적하였다.
2019시즌을 앞두고 수원 FC에 입단했다. 2019년 3월 16일 열린 안산 그리너스와의 경기에서 수원 FC 입단 후 첫 골을 기록했다.
2022시즌을 앞두고 창원시청 축구단에 입단했다.

## 수상

### 팀

#### 아산 무궁화 축구단
- K리그2 우승: 2018